# Cmentarz przycerkiewny w Hostynnem
Cmentarz przycerkiewny w Hostynnem – nekropolia w Hostynnem, utworzona na potrzeby miejscowej ludności unickiej, od 1875 prawosławna, użytkowana do II wojny światowej, zachowana w stanie szczątkowym.

## Historia i opis
Data powstania cmentarza nie jest znana. Cerkiew unicka istniała w Hostynnem najpóźniej od połowie XVIII w. i od czasu jej powstania odbywały się przy niej pochówki. W 1875 parafia w Hostynnem przymusowo przeszła na prawosławie wskutek likwidacji unickiej diecezji chełmskiej. Po tej dacie we wsi wytyczono nowy cmentarz prawosławny.
Cmentarz przycerkiewny został zniszczony po tym, gdy świątynia prawosławna w Hostynnem została przejęta przez Kościół rzymskokatolicki. W 2016 na jej dawnym terenie, zamienionym w teren zielony, znajdował się tylko jeden nagrobek – pomnik na grobie prawosławnego duchownego z 1885.